# Itinera
Itinera S.p.A. è una delle principali società di costruzione italiane, attiva in Italia e all'estero, specializzata nella realizzazione di grandi opere infrastrutturali e di edilizia civile ed industriale, settori in cui opera sia come costruttore che come promotore di nuove iniziative di concessioni greenfield.
È controllata da ASTM S.p.A., holding del Gruppo Gavio, quotata alla Borsa italiana.
Itinera ha fondato il Consorzio Eteria, polo delle costruzioni con Vianini Lavori del Gruppo Caltagirone e Icop.

## Storia
Itinera è stata fondata nel 1938 e negli anni '60 entra a far parte del Gruppo Gavio, il quarto operatore al mondo nella gestione di autostrade a pedaggio, diventandone il braccio operativo nelle costruzioni. Nel tempo, la crescita di Itinera è avvenuta con l'acquisizione delle società Cogedil e Grassetto e, più di recente, con l'assorbimento della controllata Codelfa Spa, con l'acquisizione del controllo di Halmar International LCC (impresa di costruzioni operante nello Stato e nella città di New York), con l'acquisizione di una partecipazione in Federici Stirling Batco LCC (Oman) e con la costituzione di Itinera Construcoes (Brasile). Operazioni che insieme all'acquisizione di commesse in Italia ed all'estero le hanno permesso di collocarsi tra le società leader del suo settore per dimensioni, portafoglio ordini e ricavi. Nel 2018 ha registrato ricavi superiori a 630 milioni di euro con un portafoglio lavori di oltre 4,8 miliardi di euro, di cui il 65% all’estero.

## Settori di attività e opere realizzate
Per comprendere l'ampiezza delle attività di Itinera, e come le opere da essa realizzate investono il pubblico interesse (dai trasporti alla sanità fino alla cultura), se ne riportano alcune a titolo esemplificativo:
- per il settore infrastrutture stradali, il tratto Asti-Cuneo dell'autostrada A33, il tratto Fez-Meknes dell'autostrada A2 in Marocco; l'autostrada A35 Brescia-Bergamo-Milano (BreBeMi);
- per il settore infrastrutture ferroviarie, le opere infrastrutturali propedeutiche alla linea ferroviaria ad alta velocità Torino-Milano nel tratto piemontese che tocca le località di Brandizzo, Agognate e Biandrate, la linea ferroviaria ad alta velocità Milano-Verona nel tratto Treviglio-Brescia, il collegamento ferroviario tra i terminal T1 e T2 dell'aeroporto di Milano Malpensa;
- per il settore gallerie e opere in sotterraneo, la galleria di sicurezza del Frejus lungo l'autostrada A32, la galleria Le Trojane lungo l'autostrada Celjie-Ljubiljana in Slovenia, la galleria di Albisola lungo la nuova variante della S.S. 1 Aurelia;
- per il settore dighe e lavori marittimi, la diga Eleonora d'Arborea (detta anche Cantoniera) sul fiume Tirso in Sardegna[11] in sostituzione della storica diga di Santa Chiara, il completamento del terminal container al porto di Civitavecchia, la grande vasca delfini al porto antico di Genova;
- per il settore edilizia civile, il nuovo Polo dell'ospedale pediatrico Meyer a Firenze, il recupero e restauro del castello di Pollenzo, una delle residenze della Casa Reale di Savoia, iscritta nel 1997 nella lista dei siti riconosciuti dall'UNESCO patrimonio dell'umanità, il centro commerciale Arese, sorto dove un tempo si trovava lo stabilimento Alfa Romeo, in provincia di Milano[12][13]; oltre al
- settore della prefabbricazione industriale.
- La tangenziale di Satu Mare (19 km) è stata completamente aperta al traffico nel 2022, con un anno e mezzo di ritardo, con l'Associazione Italiana Itinera - Collini Lavori. Il valore totale del progetto era di 403.111.049,08 lei (IVA inclusa).